# Podpniewki
Podpniewki – wieś w Polsce położona w województwie wielkopolskim, w powiecie szamotulskim, w gminie Pniewy.
W latach 1954-1959 wieś była siedzibą gromady Podpniewki, po jej zniesieniu w gromadzie Pniewy. W latach 1975–1998 miejscowość administracyjnie należała do województwa poznańskiego.